# ولوشا (كونييتش)
ولوشا (بالإنجليزية: Veluša)‏ بالكيريلية (Велуша) هي قرية في بلدية كونييتش التابعة للبوسنة والهرسك.